# 2022年印度西部懸索橋倒塌事故
2022年10月30日下午6點40分，印度西部古吉拉特邦莫爾比鎮馬赫胡河一座有143年歷史的懸索橋倒塌。在懸索橋倒塌一刻有500多人在桥上，事故導致超過141人死亡，數百人失蹤，數十人受重傷。

## 背景
懸索橋長230米，建於19世纪的英属印度期間，於1879年2月20日落成。它曾關閉維修六個月。橋樑屬莫爾比市所有，這座橋在事發前已經關閉了兩年。該市在幾個月前與私人信託機構Oreva簽署了維護和運營合同。2022年10月26日排燈節當天該橋重新開放。事故發生在橋梁維修後重新開放的第四天。

## 原因
有人認為事故原因是超载，橋的承載量為125人，而事發時橋上湧入了500多人。運營商一位發言人告訴《印度快報》，似乎有太多人在橋的中段搖動它。事發當天的一位遊客向NDTV反映，「一些年輕人開始故意搖橋，使人們難以行走」，這可能使鋼索斷裂。

## 反應
印度總理纳伦德拉·莫迪在推特上宣佈，他將向在事故中失去一名成員的家庭提供200,000印度盧比（約合2,400美元），受傷的受害者將獲得50,000盧比（約合600美元）。以色列和俄罗斯总理向遇難者表示哀悼。中國國家主席习近平和國務院總理李克強分別向印度總統和印度總理致慰問電。
莫爾比鎮的官员表示，这座新翻修的吊桥是在未经官方许可的情况下于10月26日向公众开放，開放前也沒有通知當地官員，因此當地官員無法對橋進行安全審計。另一位當地官員表示，一家私人信托公司对这座桥进行了翻修，但本应在吊桥开放前公布翻修细节并进行质量检查，但该公司并没有这样做，也没有从政府那里获得相应的资质证明。
古吉拉特邦政府成立了一个五人委员会来调查此次事件的原因。